# Andrzejki-Tyszki
Andrzejki-Tyszki [pronunciación en polaco: /anˈdʐɛi̯ki ˈtɨʂki/] es un pueblo ubicado en el distrito administrativo de Gmina Czerwin, dentro del Condado de Ostrołęka, Voivodato de Mazovia, en el este de Polonia central. Se encuentra aproximadamente a 13 kilómetros al este de Czerwin, a 28 kilómetros al este de Ostrołęka, y a 106 kilómetros al noreste de Varsovia.
El pueblo tiene una población aproximada de 120 habitantes.